# Большевистская платформа в КПСС
Большеви́стская платфо́рма в КПСС (БП в КПСС) оформилась 13 июля 1991 года из членов КПСС, противостоящих курсу перестройки. Первоначально сформировалась вокруг идей Нины Андреевой и возглавлялась ею. Помимо Андреевой ведущую роль в БП играли доктор философских наук В. И. Клушин, Т. М. Хабарова и Н. М. Рахманов.
Большевистская платформа в КПСС дала начало Всесоюзной коммунистической партии большевиков (ВКПБ).
После организации 8 ноября 1991 года ВКПБ дело Большевистской платформы продолжила секретарь-координатор БП в КПСС и председатель идеологической комиссии Татьяна Хабарова, в прошлом «красный диссидент». В дальнейшем под руководством Хабаровой на баз БП было создано Движение граждан СССР.

## Начальный этап формирования БП (1988—1990)
Основные идеи, вокруг которых начала формироваться Большевистская платформа, были сформулированы Ниной Андреевой в статье «Не могу поступаться принципами», опубликованной 13 марта 1988 года в газете «Советская Россия».
На первом этапе коммунисты, несогласные с политикой Горбачёва, учредили всесоюзное общество «Единство — за ленинизм и коммунистические идеалы». На учредительной конференции 18 мая 1989 года Нина Андреева была избрана председателем Политисполкома.
II Всесоюзная конференция состоялась 14 апреля 1990 года и подготовила отстранение на XXVIII съезде КПСС «правооппортунистической группы» Горбачёва от руководства КПСС и СССР. Действия «Единства» оказались недостаточными, и основной конфликт XXVIII съезда был преподнесён телевидением, как конфликт Горбачёва-Ельцина. Требования об исключении Горбачёва и его сподвижников из КПСС были выполнены лишь на XXXIII «шенинском» съезде СКП-КПСС.
III Всесоюзная конференция прошла 27 октября 1990 года и высказалась за создание Большевистской платформы в КПСС. Требование Резолюции конференции о созыве Чрезвычайного XXIX съезда КПСС позднее, после запрета КПСС Борисом Ельцином, было поддержано Союзом коммунистов и привело к формированию СКП-КПСС. На конференциях «Единства» вставал вопрос о «воссоздании» Всесоюзной коммунистической партии (большевиков), однако каждый раз такой шаг признавался несвоевременным и принималось решение «продолжать борьбу с ревизионизмом, находясь внутри КПСС».

## Съезды Большевистской платформы в КПСС
Всего прошло три конференции «сторонников Большевистской платформы в КПСС»: первая всесоюзная 13—14 июля 1991 года в Минске и две межрегиональных (3 октября 1992 года и 14 июля 2001 года).
Первая конференция считается днём рождения Большевистской платформы и подтвердила намерение БП созвать внеочередной XXIX съезд КПСС. Создатели БП видели себя наследницами «революционно-пролетарской ленинской линии в КПСС», решительно отвергали все искажения марксизма-ленинизма и объявили непримиримую борьбу с «оппортунистами, ревизионистами, неоменьшевиками, национал-коммунистами, социал-предателями, антикоммунистами и антисоветчиками».. После провала Августовского путча и запрета КПСС встал вопрос о будущем БП. 8 ноября 1991 года Нина Андреева объявляет о создании Всесоюзной коммунистической партии большевиков и роспуске Большевистской платформы. В тот же день на Учредительном съезде ВКПБ в Санкт-Петербурге была принята программа новой партии, разработанная под руководством Клушина, провозгласившая борьбу с контрреволюцией.
Вторая межрегиональная конференция избирает секретарём-координатором Большевистской платформы Т. Хабарову.

## Идеология Большевистской платформы
Большевистская платформа ставит своей целью восстановление советского строя в стране.
Современная позиция БП заключается в том, что СССР продолжает существовать де-юре, в силу многочисленных нарушений, допущенных при его распаде. Также продолжает действовать советская Конституция от 1977 года.